# Niczonów (przystanek kolejowy)

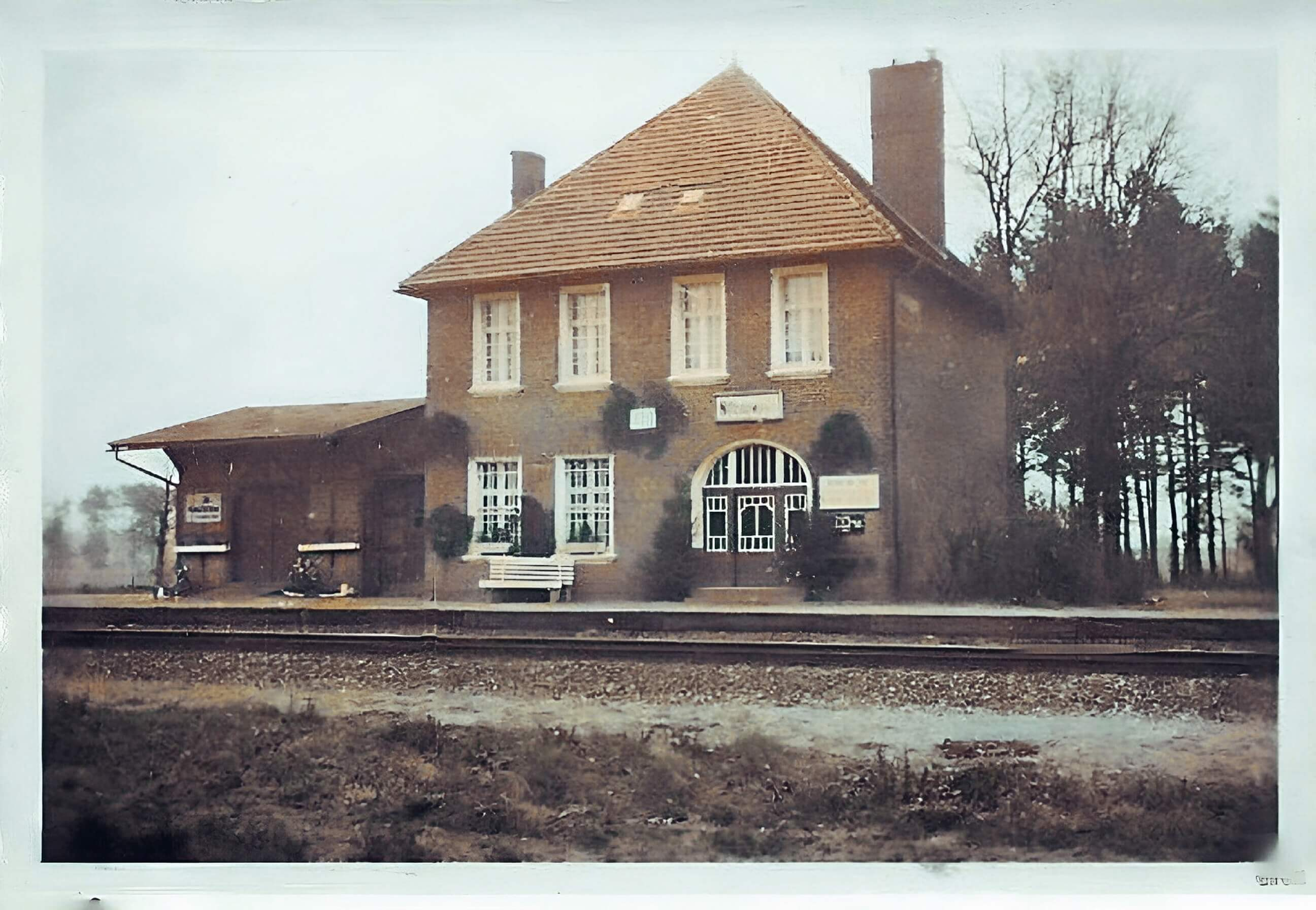
Stacja Kolejowa Niczonów

Niczonów – zlikwidowany przystanek kolejowy w Niczonowie w województwie zachodniopomorskim, w Polsce.
Linia Kolejowa Gryfice–Kołobrzeg: Linia kolejowa łącząca Gryfice z Kołobrzegiem została otwarta w 1895 roku jako część sieci kolei wąskotorowej na Pomorzu Zachodnim. Przystanek w Nitznow był jednym z punktów na tej trasie, obsługując zarówno ruch pasażerski, jak i towarowy. Po II wojnie światowej linia została przejęta przez Polskie Koleje Państwowe i funkcjonowała jako część Gryfickiej Kolei Wąskotorowej. Przez Niczonów przebiegała linia kolejowa nr 407, łącząca Wysoką Kamieńską z Trzebiatowem. Przystanek kolejowy w Niczonowie umożliwiał mieszkańcom połączenie z większymi ośrodkami miejskimi. Niestety, po II wojnie światowej odcinek pomiędzy Kamieniem Pomorskim a Trzebiatowem został rozebrany, a przystanek w Niczonowie zlikwidowany.